# 鄂圖曼哈里發國
奧斯曼哈里發國是奧斯曼帝國奧斯曼王朝從埃及的馬木留克繼承的哈里發之位。
隨著奧斯曼帝國的國力漸盛，蘇丹穆罕默德二世宣稱擁有哈里發之位。他的孫兒塞利姆一世征服及統一了穆斯林的土地，成為伊斯蘭世界的捍衛者。歐洲的力量及奧斯曼帝國的分裂導致奧斯曼帝國哈里發的終結，阿卜杜勒-邁吉德二世失去了蘇丹的統治地位，其後仍保有哈里發之位，直到凱末爾1924年廢除了哈里發。

## 歷史

### 1517-1875年

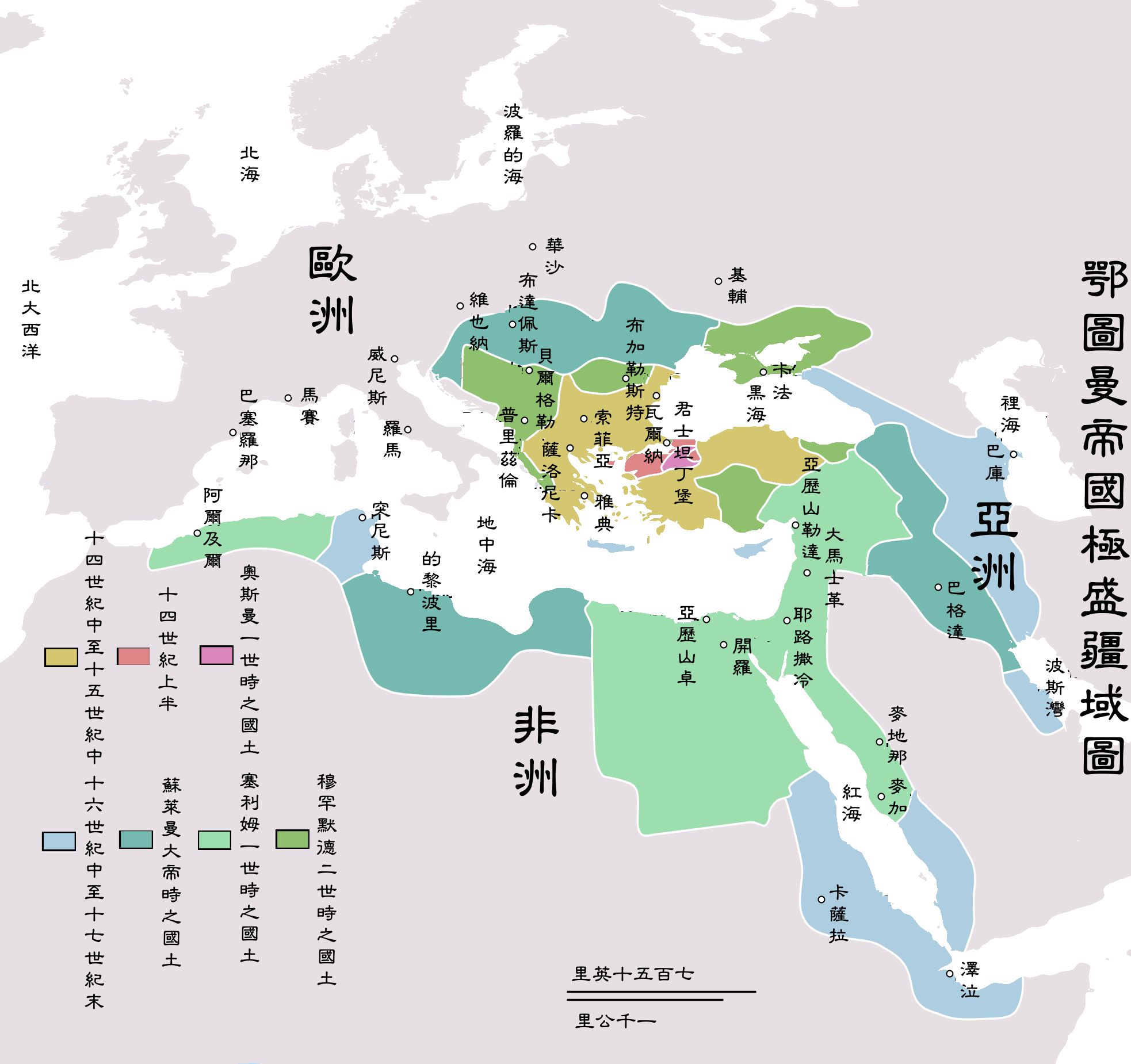
奧斯曼帝國極盛時的疆域

哈里發制的最後四百年裡，哈里發的名號一直由奧斯曼帝國的蘇丹持有，但只偶爾會主動使用哈里發名銜。在1517年以後，奧斯曼帝國蘇丹在實際上已是伊斯蘭世界的領袖及代表。以君士坦丁堡（今伊斯坦堡）為首府的奧斯曼帝國國力漸漸達致頂峰，其版圖覆蓋安那托利亞、中東大部分地區、北非、高加索及東歐。
因威斯特伐利亚和约、改革及工業革命而漸強的歐洲重整旗鼓，反抗奧斯曼帝國的支配。領導失當、過時的政制及技術趕不上歐洲使奧斯曼帝國無法有效回應歐洲的再興，逐漸失去其超級大國的地位。
十九世紀末，奧斯曼帝國的弊病演變成危機。奧斯曼帝國在俄土戰爭失去了不少領土，弱化了她的影響力和國力。1875年，由於財政管治失當，奧斯曼帝國無力償還貨款。印度穆斯林毛拉納·穆罕默德·阿里（Maulana Muhammad Ali）及毛拉納·肖卡特·阿里（Maulana Shaukat Ali）領導的運動承認奧斯曼帝國哈里發是印巴次大陸的哈里發，這是印巴次大陸忠實穆斯林支持伊斯蘭中央領導的一個標誌。印巴次大陸在蒙兀兒帝國統治時享有自治權，但在決策時須得到哈里發的同意，故當地的人民都認為穆斯林最高統治者在土耳其。雖然這一運動聲勢浩大，但由於資源有限及受到英國統治者的限制而未能成功。

### 1876-1909年 阿卜杜勒-哈米德二世時期
蘇丹阿卜杜勒-哈米德二世在1876年至1909年在位，他認為要挽救帝國衰落需要強而有力的領導，他不信任前任蘇丹的大臣及官員，逐漸削減他們在政府裡的角色，集中帝國的統治權於手中，堅決抵制西方干預帝國事務，強調帝國的伊斯蘭特色，並重申其哈里發的地位，呼籲穆斯林要團結一致。
阿卜杜勒-哈米德二世透過興建大量學校、減少國債及重整架構一度中興及強化了帝國的地位，但他的專制模式統治引起強烈反對，導致他的統治結束。
親西方的土耳其軍官在土耳其內外成立一些秘密組織，反對阿卜杜勒-哈米德二世。1906年，這些組織獲得軍事援助，組織領導組成團結與進步委員會（Committee of Union and Progress），即青年土耳其黨（Young Turk），尋求以西方模式重組帝國的行政系統，青年土耳其黨的主要意識形態是民族主義，這是該黨在第一次世界大戰後取得土耳其控制權的先兆。青年土耳其黨雖然不重視宗教團體及伊斯蘭，但聯合進步委員會向公眾表示他們會恢復真正的伊斯蘭教條。在軍官恩維爾帕夏〈Enver Pasha〉的指揮下，聯合進步委員會於1908年發動政變，於7月6日宣佈成立新政府。他們仍讓阿卜杜勒-哈米德二世在位，但強迫他恢復三十年前被廢的議會及憲法，因而建立君主立憲，削奪哈里發的權力。

### 反政變及三三一事變
隔年一些忠於蘇丹的士兵發動了反政變，脅迫新政府，但行動以失敗告終。但九個月後，帝國進入新的議會任期。由於伊斯蘭原教旨主義組織對聯合進步委員會的不滿，1909年4月13日，331事件爆發。首先由伊斯坦堡的軍隊發動叛變，讓馬哈茂德·塞夫凱特帕夏得以率兵進入伊斯坦堡。
1909年4月13日，阿卜杜勒-哈米德二世被廢黜，由其弟拉舒·阿芬第在4月27日繼位，是為穆罕默德五世。

### 1909-1918年 穆罕默德五世時期

#### 青年土耳其黨執政
1911年，奧斯曼帝國與意大利交戰，奧斯曼帝國節節敗退，顯示帝國軍力薄弱。1912年，保加利亞、塞爾維亞、黑山及希臘組成巴爾幹同盟，這個反奧斯曼同盟對帝國宣戰，繼而發生的巴爾幹戰爭將奧斯曼帝國的歐洲疆域大為縮小，而巴爾幹同盟各國的暗中較勁才使同盟沒有將戰火推進到安那托利亞。
內政上，奧斯曼帝國繼續受到政局不穩困擾。民族主義亦有越來越強烈的趨勢。大眾對帝國的長期管治失當及軍事失利感到不滿。聯合進步委員會遂在1913年發動第二次政變，完全控制了政府。此後帝國處於被恩维尔·帕夏、內政部長穆罕默德·塔拉特帕夏（Mehmed Talat）及海軍部長艾哈邁德·傑馬爾（Ahmed Djemal）領導的聯合進步委員會一黨執政的狀態。雖然蘇丹之位仍存在，但實際上已成為青年土耳其黨的傀儡。穆罕默德五世名義上仍是哈里發，但其權力已旁落在青年土耳其黨的政府。

#### 第一次世界大戰
第一次世界大戰在歐洲展開，青年土耳其黨與德國結盟，這一舉動對帝國帶來災難性的後果。1914年11月，土耳其以同盟國的身分參戰，英國、法國及俄國都對奧斯曼帝國宣戰。隨著戰事的進展，帝國的地位繼續衰落，甚至失去了對伊斯蘭世界核心地區的控制。

##### 聖戰的呼聲
青年土耳其黨迫使蘇丹以哈里發的身分呼籲所有穆斯林發動全球聖戰，以抵抗協約國的侵入，但效果極不理想。青年土耳其黨政府辭職，伊斯邁爾·恩維爾、穆罕默德·塔拉特帕夏、艾哈邁德·傑馬爾帕夏乘坐一艘德國戰船逃去。穆罕默德五世在7月因心臟病發逝世，由穆罕默德六世繼位，他同意停戰。1918年10月30日，穆德洛斯停戰協定在一艘英國戰船上簽訂，奧斯曼帝國正式投降。不久後，協約國部隊抵達伊斯坦堡，佔領皇宮。

#### 奧斯曼帝國的分裂
戰事結束後，奧斯曼人實際上已失去了帝國，蘇丹王位及奧斯曼王朝僅在形式上存在。蘇丹同意與協約國合作，他解散議會，允許協約國軍事管治，以替換青年土耳其黨空出來的政府。

#### 基拉法特運動
基拉法特運動主要由印度的穆斯林發起，旨在影響英國政府及保護第一次世界大戰後的奧斯曼帝國哈里發。自穆德洛斯停戰協定的簽訂、佔領伊斯坦堡及凡爾賽條約的簽訂後，奧斯曼帝國的去留變得更加清晰。在色佛爾條約簽訂後，基拉法特運動得到力量。在一些地區，基拉法特運動的發起原因是穆斯林對伊斯蘭原教旨主義的認知。

### 廢除

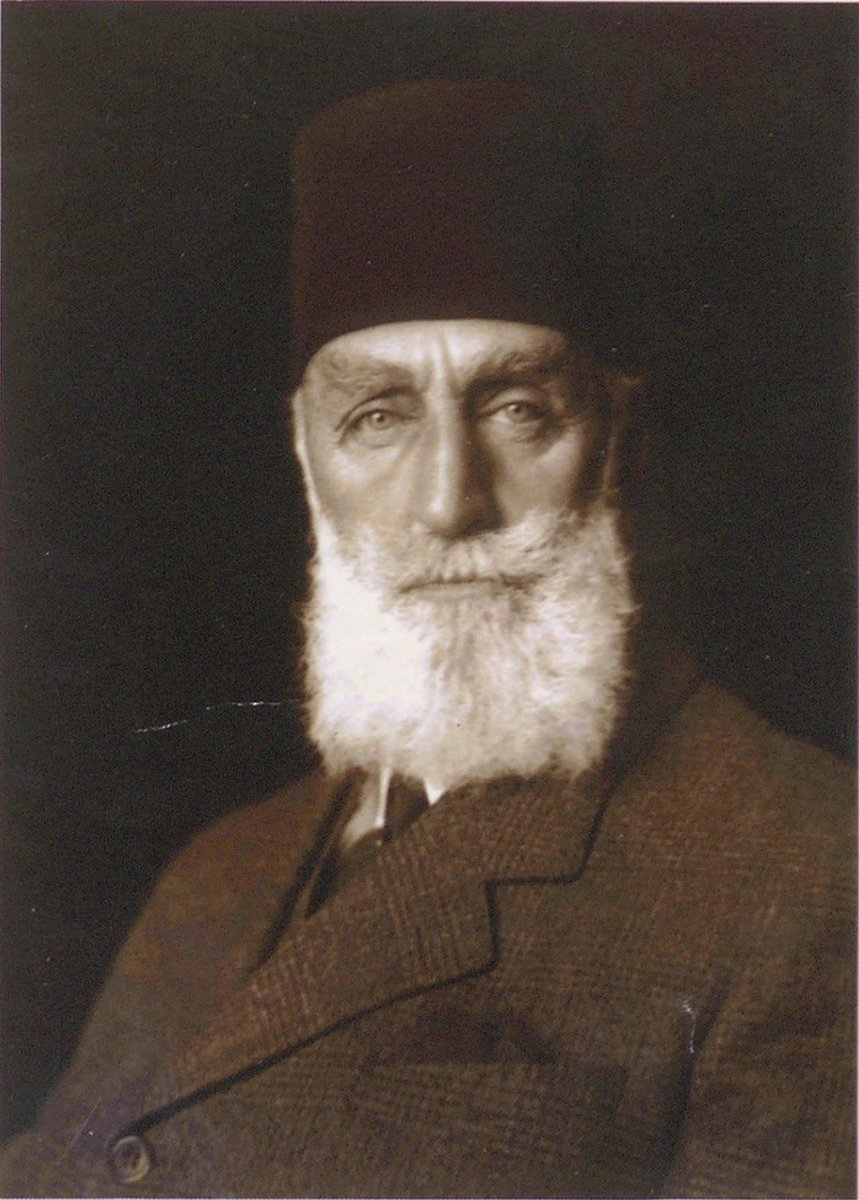
最後一任哈里發阿卜杜勒-邁吉德二世

在協約國的操控下，蘇丹要壓制國民運動，讓謝赫伊斯蘭頒佈法令禁止穆斯林參與國民運動，但國民運動的勢頭強勁，並獲得廣泛支持。許多人意識到一場革命會隨時爆發。蘇丹設立選舉，以安撫民族主義份子，民族主義黨派在選舉裡囊括選票，1920年4月，蘇丹只得解散國會。
土耳其國民運動的冒起促使土耳其獨立戰爭，建立土耳其大國民議會，確認國家獨立。1923年7月23日簽訂的洛桑條約確立了新的國家邊界。10月29日，大國民議會宣佈共和國成立，以安卡拉為首都，結束了鄂圖曼帝國長達七百年的統治。
最初，大國民議會有意在新政權裡保留哈里發之位，並同意由阿卜杜勒·邁吉德二世出任哈里發，穆罕默德六世已經離開了土耳其。這時的哈里發並沒有實權，僅在宗教儀式上發揮作用。土耳其國父穆斯塔法·凱末爾·阿塔图爾克發言批評鄂圖曼皇室及其伊斯蘭定位，當時，穆斯塔法·凱末爾獲得民眾支持。在阿卜杜勒·邁吉德二世就任為哈里發後，穆斯塔法·凱末爾不允許舉行任何傳統鄂圖曼的宗教儀式，並直言：
|  | 基拉法特（哈里發）只是一個有名無實的宗教領袖，並沒有實權和地位。 |

對於阿卜杜勒·邁吉德二世要求增加補貼的請求，穆斯塔法·凱末爾寫道：
|  | 你的職務只不過是歷史遺物，沒有任何存在的理由。你竟敢向我的官員寫信，這並不恰當。 |

不過，穆斯塔法·凱末爾仍不敢完全廢除哈里發，哈里發制度仍得到大眾一定程度的支持。接下來發生的事件對哈里發來說是致命性的，一對印度兄弟毛拉納·穆罕默德·阿里及毛拉納·肖卡特·阿里，即基拉法特運動的領袖向土耳其人民派發小冊子，以爭取保留穆斯林的宗教領袖哈里發。土耳其新的民族主義政府將這解讀為外國干預，任何形式的外國干預被認為是對土耳其主權的侵犯，對國家安全構成威脅。穆斯塔法·凱末爾把握時機，先發制人。1924年3月3日，大國民議會決定廢除哈里發，阿卜杜勒·邁吉德二世與其他鄂圖曼皇室的成員被流放，鄂圖曼帝國哈里發的角色至此終結。

## 旗幟
「哈里發大旗」是哈里發的主要象徵，那是一面巨大的綠色旗幟，繡上古蘭經的經文及阿拉的名字。這面旗幟由奧斯曼王朝世襲，只有在蘇丹親征或蘇丹指派代表出征時才會把這面旗幟帶上戰場。